# Збитинка
Зби́тинка (Сви́тенька, укр. Збитинка) — река на Украине, в пределах Дубенского и Ровненского районов Ровенской области. Левый приток реки Вилии (бассейн Днепра).

## Физико-географическая характеристика
Длина 56 км, площадь водосборного бассейна — 399 км². Уклон реки 1,5 м/км. Долина корытообразная, в нижнем течении шириной до 3-5 км. Пойма двусторонняя, шириной от 30-50 м (в верховье) до 500 м (в низовьях), на отдельных участках заболочена. Русло извилистое, шириной 5-8 м, глубиной 0,5-1 м.

### Расположение
Збитинка берёт начало у северной окраины села Збытин. Течёт преимущественно на восток в пределах Мизоцкого кряжа и Острожской долины. Впадает в р. Вилия восточнее села Межирич (у южной окраины города Острога).

### Притоки
Река имеет более 10 притоков, основные из которых: Бущанка, Песчанка (левые).

## О названии реки
Документируется ещё как «Сбитенка», «Збытник», «Люба». Название Збитинка конечным «ка» символизирует место утечки — село Збытин, которое в свою очередь скрыло древнерусское имя Збыт, производное из древних двучленных наименование типа Збислава (Сбыслав), Збыгнев (Сбыгнев), где компонент «Збыт» от глагола «быть» и воплощал понятие «утверждаться», «множиться». Документированное «Люба» касается Збитенки где-то в окрестности Ступно, Малой Мощанице, Залибовки, и, очевидно, развилось из древнего «Луба» в значении «Лубна» (место, где вымачивали, то есть «лубнували», коноплю, лён, лыко), и не без влияния речных наименование типа Настя, Стася, Устье, которые, по народной этимологии, приняли имена людей.

## Галерея
- Збитинка в Межиричи
- Руины замка в Новомалине над рекой Збитинка
- Збитинка